# Prix des romancières
 (avril 2023).
Le prix des Romancières est un prix littéraire français annuel, créé en mai 1999, lors de la 16e édition de la foire du livre de Saint-Louis (renommée en 2017 Forum du livre de Saint-Louis). Son but est de récompenser l'auteur(e) d'une œuvre en prose de langue française, susceptible de toucher un large public par son caractère universel. La dotation est de 3 000 euros. La secrétaire générale du prix est Line Parra.

## Composition du jury
Le jury est composé de femmes écrivains ou artistes, qui sont :
- Michèle Kahn, présidente[1] ;
- Cécila Dutter, vice-présidente ;
- Frédérique Deghelt ;
- Anne Ghisoli, libraire, directrice de la Librairie Gallimard ;
- Corinne Javelaud ;
- Marie-Joséphine Strich ;
- Cécile Ladjali ;
- Laura Alcoba ;
- Anne-Isabelle Legeard, directrice de la médiathèque Le Parnasse, représentant le club de lecture de Saint-Louis ;
- la lauréate ou le lauréat de l'année précédente.

## Palmarès
| Année |  | Auteur                                | Ouvrage                                                                                          | Éditeur (xe fois)         | Notes |
| ----- |  | ------------------------------------- | ------------------------------------------------------------------------------------------------ | ------------------------- | ----- |
| 1999  |  | Alphonse Boudard                      | Chère visiteuse                                                                                  | éd. Le Rocher             |       |
| 2000  |  | Amin Maalouf                          | Le Périple de Baldassare                                                                         | Grasset                   |       |
| 2001  |  | Gilbert Sinoué                        | Des jours et des nuits                                                                           | Gallimard                 |       |
| 20102 |  | Clémence de Bieville                  | La Bonne Aventure                                                                                | Grasset (2)               |       |
| 2003  |  | Dan Franck                            | Les Enfants                                                                                      | Grasset (3)               |       |
| 2004  |  | Vladimir Fédorovski                   | Les deux sœurs ou l'art d'aimer                                                                  | éd. J.-C. Lattès          |       |
| 2005  |  | Daniel Picouly                        | Le cœur à la craie                                                                               | Grasset (4)               |       |
| 2006  |  | Gonzague Saint Bris                   | L'enfant de Vinci                                                                                | Grasset (5)               |       |
| 2007  |  | Isabelle Alonso (ex æquo)             | L'Exil est mon pays                                                                              | éd. Héloïse d'Ormesson    |       |
| 2007  |  | Pierre Charras (ex æquo)              | Bonne nuit, doux prince                                                                          | éd. Mercure de France     |       |
| 2008  |  | Jacques Expert                        | La Femme du monstre                                                                              | Anne Carrière             |       |
| 2009  |  | Alexandra Lapierre                    | Tout l'honneur des hommes : Dans la Russie des tsars, le destin du fils de l'imam de Tchétchénie | Plon                      |       |
| 2010  |  | Audrey Claire                         | Le vent amer, une femme face à Wall Street                                                       | Pascal Galodé             |       |
| 2011  |  | Patrick de Carolis                    | La Dame du Palatin                                                                               | Plon(2)                   |       |
| 2012  |  | Nicolas d'Estienne d'Orves            | L’enfant du premier matin                                                                        | XO                        |       |
| 2013  |  | Didier van Cauwelaert,                | La femme de nos vies                                                                             | éditions Albin Michel     |       |
| 2014  |  | Jérôme Garcin                         | Bleus horizons                                                                                   | Gallimard                 |       |
| 2015  |  | Marie-Laure de Cazotte                | A l'ombre des vainqueurs                                                                         | éditions Albin Michel (2) |       |
| 2016  |  | Olivier Weber                         | L'Enchantement du monde                                                                          | Flammarion                |       |
| 2017  |  | François Cérésa                       | Poupe                                                                                            | éd. Le Rocher (2)         |       |
| 2018  |  | Patricia Reznikov                     | Le Songe du Photographe                                                                          | éditions Albin Michel (3) |       |
| 2019  |  | Jean-Paul Delfino                     | Les Voyages de sable                                                                             | Éditions Le Passage       |       |
| 2020  |  | non attribué                          |                                                                                                  |                           |       |
| 2021  |  | Andreï Makine de l'Académie française | L'ami arménien                                                                                   | Éditions Grasset (6)      |       |
| 2022  |  | François-Guillaume Lorrain            | Scarlett                                                                                         | Éditions Flammarion (2)   |       |
| 2023  |  | Véronique Ovaldé                      | Fille en colère sur un banc de pierre                                                            | Éditions Flammarion (3)   |       |
| 2024  |  | Camille de Peretti                    | L'Inconnue du portrait                                                                           | Calmann-Lévy              |       |
| 2025  |  | Hervé Commère                         | Dernier Cri                                                                                      | Fleuve éditions           |       |